# Бусико (станция метро)
Бусико (фр. Boucicaut) — станция линии 8 Парижского метрополитена в XV округе Парижа. Названа в честь супругов Бусико: Аристида, девелопера, основателя первого в Париже торгового центра «Ле Бон Марше», и Маргариты, известного врача. Одна из пяти станций Парижского метрополитена, названная в честь известных французских женщин (наряду с Барбес — Рошешуар, Луиза Мишель, Пьер-э-Мари Кюри и Шардон-Лагаш).

## История
- Станция открылась 27 июля 1937 года в составе пускового участка Ла Мотт-Пике — Гренель — Балар, заменившего собой участок Ла Мотт-Пике — Гренель — Порт д’Отёй, перешедший в состав линии 10 в результате реорганизации линий метро на левом берегу Парижа.
- Пассажиропоток по станции по входу в 2011 году, по данным RATP, составил 2 826 775 человек[3]. В 2013 году этот показатель вырос до 3 030 137 пассажиров (178 место по уровню входного пассажиропотока в Парижском метро)[4].

## В искусстве
- Мишель Уэльбек упоминает станцию в стихотворении «Station Boucicaut»[5].

## Галерея

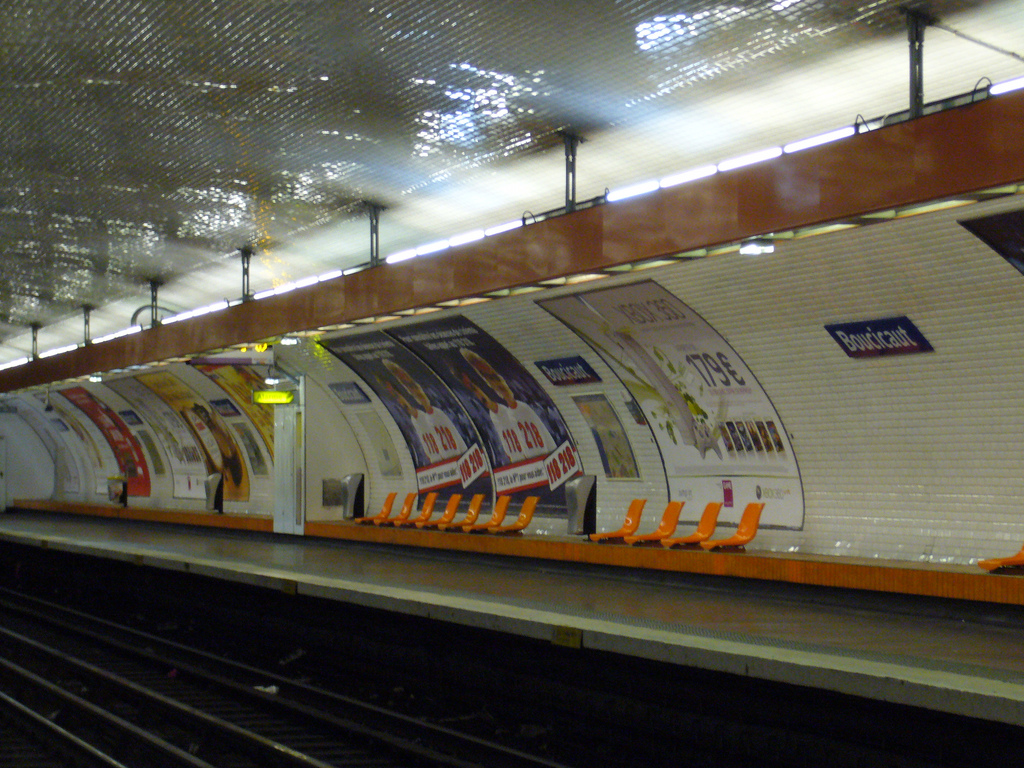
Зал станции
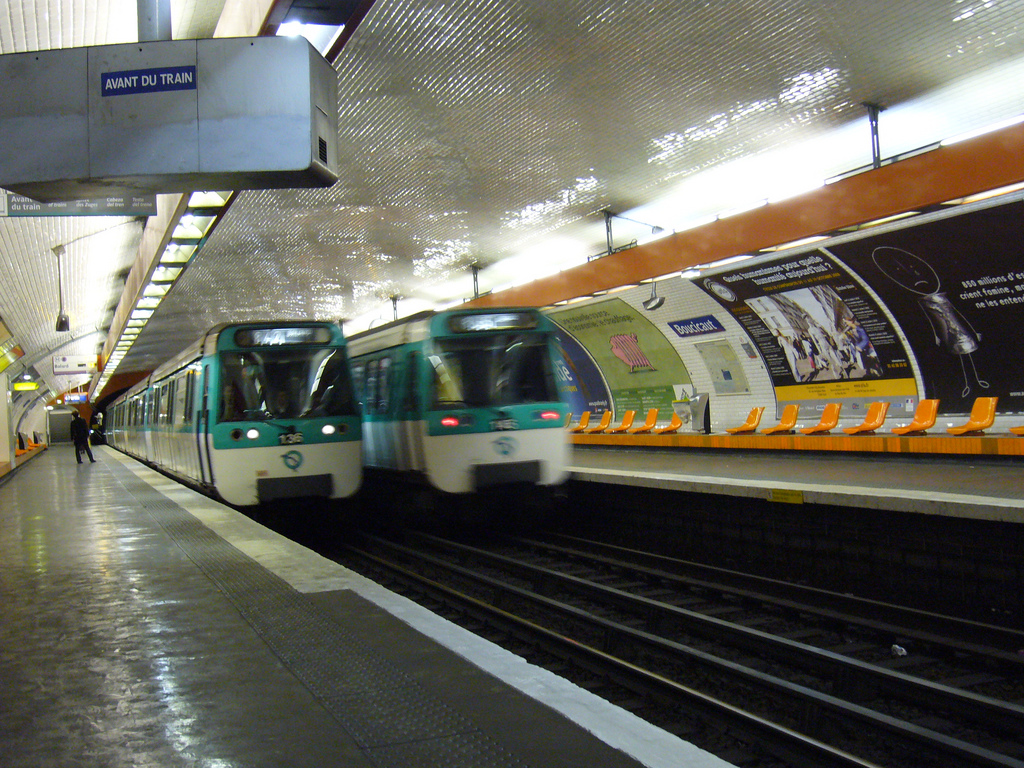
Поезда серии MF 77 на станции